# كالديتينسي
بلدية كالديتينيس (بالكاتالانية: Calldetenes) هي إحدى بلديات مقاطعة برشلونة، والتي تقع في منطقة كاتالونيا، شرق إسبانيا.
يبلغ عدد سكانها 2.252 نسمة وفقاً لإحصائية سنة (2007).